# Immunes
Immunes (lateinisch, Plural von immunis „von (öffentlichen) Diensten befreit“) waren in der Römischen Legion privilegierte Soldaten, die vom normalen Dienst (munera) befreit waren und spezielle Aufgaben hatten. Sie waren hierarchisch unter den principales, aber über dem einfachen Legionär angesiedelt, erhielten jedoch nur den einfachen Sold. Der Rang – und die wörtliche Übersetzung – entspricht ungefähr dem neuzeitlichen Gefreiten, welche Rolle allerdings wiederum in heutigen Armeen eher erst von den Hauptgefreiten (und den noch höheren Mannschaftsdienstgraden) wahrgenommen wird.
Das Aufgabenfeld der immunes war weitläufig. Nach einem Fragment aus dem 2. Jahrhundert zählten neben anderen die folgenden Spezialisten zu den Schwerdienstbefreiten:
- Architecti: Baumeister
- Ballistrarii: Geschützbedienung
- Capsarii: Sanitäter
- Cornicen: Hornbläser
- Fabri: Schmiede
- Ferrarii: Eisenschmiede
- Gubernatores: Steuerleute
- Lapidarii: Steinmetze
- Librarii: Schreiber
- Medici: Ärzte
- Mensores: Landvermesser
- Naupegi: Schiffbauer
- Sagittarii: Bogenschützen oder Pfeilmacher

Die Aufzählung ist nicht abschließend. Entscheidendes Merkmal für die Gruppe der immunes war die Befreiung von Wachdiensten und von schweren Aufgaben, die der einfache Soldat (gregalis/miles gregarius) zu erfüllen hatte. Die immunes hatten, im Gegensatz zu den principales bzw. den optiones auch keine Vorgesetztenfunktion.